# Staromaďarský Nářek Panny Marie
Staromaďarský Nářek Panny Marie (maďarsky Ómagyar Mária-siralom) je jednou z nejstarších maďarských jazykových památek a první zachovaná báseň v maďarštině. Jako přebásněná latinská báseň byla ve 13. století přepsána do latinského Lovaňského kodexu. V roce 1922 ho objevili v materiálu, který Katolická univerzita v Lovani zakoupila v jednom mnichovském knihkupectví k doplnění knihovního materiálu zničeného Němci za první světové války. Vzácný kodex se v roce 1982 dostal do vlastnictví maďarského státu.

## Popis
Jedná se o jazykovou památku, která byla napsaná staromaďarským pravopisem. Předpokládaným autorem původního díla je ve 12. století žijící dominikánský mnich Gotfrid, který byl zástupcem převora v pařížském augustiniánském kanonickém opatství St. Viktor.
Maďarský autor této básně správně vycítil, že latinské verše se dělí na dvě rytmické jednotky a svou báseň napsal v dvojtaktovém druhu verše. V maďarském přízvučném taktu ještě nebyl počet nepřízvučných slabik vázaný, což umožňovalo větší svobodu a varianty tvoření veršů. V této první maďarské básni jsou již vyspělé rýmy a hezky a vědomě použité aliterace. Mění se i umístění rýmu: vyskytují se sdružené rýmy (aabb), polorýmová řešení (xaxa) a tirádové rýmy (aaa).
V básni mluví Marie, matka ukřižovaného Ježíše, v 1. osobě jednotného čísla. Prožívajíc největší utrpení, pozorujíc synovu smrt v mukách, zmítá se v bezmocném zoufalství. Oplakává svůj zbědovaný stav, oslovuje syna mateřskými pojmenováními, přerušujíc to hořekováním. Prosí o smrt a nabízí sebe místo svého dítěte, pak úpěnlivě prosí Ježíšovy mučitele o milost. Na konci básně se ozve šílený výkřik matky: když již nemůže zachránit svého jediného syna, chce se s ním alespoň podělit o smrt.
Nářek Panny Marie se nachází v Lovaňském kodexu na zadní straně 134. listu. Většina textu básně je sotva čitelná, protože neustálým používáním se pergamen jednoduše opotřeboval. V minulosti se rozšířil názor, že jako text v nesrozumitelném jazyce ho odtud vymazali; jakékoliv stopy, které by poukazovaly na vymazání, však neexistují.
Žánr: nářek (planctus)

## Text básně
| Původní podoba                                                                                                 | Dnešní přepis                                                                                           | | V dnešní maďarštině (s doslovnými českými překlady)                                                            | V dnešní maďarštině (s doslovnými českými překlady)                                                                  | |
| | | (Verze podle Vizkeletyho/Mészölye)                                                                               | | (Verze podle Ference Molnára)                                                                                        | |
| Volek ſyrolm thudothlon ſy rolmol ſepedyk. buol oʒuk epedek ··                                                 | Volék sirolm tudotlon. Sirolmol sepedëk, búol oszuk, epedëk,                                            | Nem tudtam, mi a siralom. Most siralommal zokogok, bútól aszok, epedek.                                          | Nevěděla jsem, co je to žal. Teď ze žalu pláču, ze smutku chřadnu, sužuji se.                                  | Nem ismertem a siralmat, Most siralom sebez, Fájdalom gyötör, epeszt.                                                | Nepoznala jsem žal, teď mě žal zraňuje, bolest mě trápí, sužuje.                                          |
| Walaſth vylagum tul ſydou fyodumtul eʒes urumētuul.                                                            | Válȧszt világumtúl, zsidóv fiodumtúl, ézës ürümemtűl.                                                   | Zsidók világosságomtól, megfosztanak én fiamtól, az én édes örömemtől.                                           | Židé mě o moje světlo, o syna mě oberou, o moji sladkou radost.                                                | Zsidók világosságomtól, Elválasztanak fiamtól, Édes örömemtől.                                                       | Židé mě od mého světla, odloučí od syna, od mé sladké radosti.                                            |
| O en eſes urodū eggen yg fyodum ſyrou a / niath thekunched buabeleul kyniuhhad.                                | Ó én ézës urodum, ëggyen-igy fiodum, síróv ȧnyát teküncsed, buȧbelől kinyúchchad!                       | Ó, én édes Uram, egyetlenegy fiam, síró anyát tekintsed, bújából őt kivonjad!                                    | Ó sladký Bože můj, mám jediného syna, pohleď na plačící matku, vytáhni ji ze smutku.                           | Ó, én édes Uram, Egyetlen egy fiam, Síró anyát tekintsed, Fájdalmából kivonjad!                                      | Ó sladký Bože můj, mám jediného syna, pohleď na plačící matku, vyveď ji z bolesti.                        |
| Scemem kunuel arad en iunhum buol farad the werud hullothya en iū / hum olelothya                              | Szëmëm künvel árȧd, junhum búol fárȧd, te vérüd hiollottya én junhum olélottya.                         | Szemem könnytől árad, szívem bútól fárad. Te véred hullása szívem alélása.                                       | Oči mám zaplavené slzami, srdce je unavené ze smutku. Prolévání tvé krve, ochabnutí mého srdce.                | Szememből könny árad, Szívem kíntól fárad, Te véred hullása, Szívem alélása.                                         | Z očí se mi hrnou slzy, srdce je unavené z bolesti, prolévání tvé krve, ochabnutí mého srdce.             |
| Vylag uila ga viragnak uiraga. keſeru / en. kynʒathul uoſ ſcegegkel werethul.                                  | Világ világȧ, virágnȧk virágȧ, keserűen kínzatul, vos szëgekkel veretül!                                | Világnak világa, virágnak virága, keservesen kínzanak, vas szegekkel átvernek!                                   | Světe světa, květe květu, těžko tě trápí, železnými hřeby tě protlučou!                                        | Világ világa, Virágnak virága, Keservesen kínoznak, Vas szegekkel átvernek!                                          | Světe světa, květe květu, těžko tě trápí, železnými hřeby tě protlučou.                                   |
| Vh nequem en fyon eʒes meʒuul Scege / nul ſcepſegud wirud hioll wyʒeul.                                        | Uh nëkem, én fiom, ézës mézűl, szégyënül szépségüd, vírüd hioll vízől.                                  | Jaj nekem, én fiam! édes vagy, mint a méz, de szépséged meggyalázzák, véred hull, mint a víz.                    | Ach, synu můj, sladký jsi jako med, tvoji krásu hanobí, tvá krev teče jako voda.                               | Jaj nekem, én fiam, Édes, mint a méz, Megrútul szépséged, Vízként hull véred!                                        | Ach, synu můj, sladký jako med, oškliví tvou krásu, tvá krev teče jako voda.                              |
| Syrolmom fuha / ʒatum therthetyk kyul en iumhumnok bel bua qui ſumha nym kyul hyul                             | Sirolmom, fuhászȧtum tertetik kíül, én junhumnok bel búa, ki sumha nim híül.                            | Siralmam, fohászkodásom belőlem kifakad, én szívemnek belső búja, mely soha nem enyhül.                          | Můj žal, povzdych vytryskává ze mě, je to niterný bol mého srdce, který nikdy nepoleví.                        | Siralmam, fohászkodásom Láttatik kívül, Szívem belső fájdalma Soha nem enyhül.                                       | Můj žal, povzdych se ukazuje, niterná bolest mého srdce nikdy nepoleví.                                   |
| Wegh halal engumet / egge dum illen / maraggun uro dum / kyth wylag felleyn                                    | Végy hȧlál engümet, ëggyedüm íllyën, maraggyun urodum, kit világ féllyën!                               | Végy magadhoz engem, halál, egyetlenem éljen. Maradjon meg az én Uram, világ tőle féljen!                        | Vezmi si mě k sobě, smrti, můj jediný ať žije. Ať ještě zůstane naživu můj Pán, ať se ho bojí svět!            | Végy halál engemet, Egyetlenem éljen, Maradjon meg Uram, Kit a világ féljen!                                         | Vezmi si mě smrti, můj jediný ať žije, ať zůstane ještě můj Pán, kterého by se bál svět!                  |
| O ygoʒ ſymeonnok beʒʒeg ſcouuo ere en erʒem ez bu / thuruth / kyt niha egyre.                                  | Ó, igoz Simëonnok bëzzëg szovo ére: én érzëm ez bú tűrűt, kit níha ígére.                               | Ó, az igaz Simeonnak bizony érvényes volt a szava. Én érzem e bú tőrét, melyet egykor jövendölt.                 | Ó, pravda Simeonovi, skutečně pravdivá byla jeho slova. Já cítím tyto osidla žalu, která kdysi předpověděl.    | Ó, az igaz Simeonnak Biztos szava elért, Érzem e fájdalom-tőrt, Amit egykor jövendölt.                               | Ó pravda Simeonovi, pravdivá slova měl, já cítím tyto osidla bolesti, co kdysi předpověděl.               |
| Tuled ualmun de num ualallal / hul yg kynʒaſſal / fyom halallal.                                               | Tűled válnum, de nüm vȧlállȧl, hul így kínzȧssál, fiom, hȧlállȧl!                                       | Tetőled válnom kell, de nem ily szörnyű valósággal, mikor így kínoznak, én fiam, halálosan!                      | Musím se od tebe odloučit, ale ne tak strašnou skutečností, když tě takhle mučí, tebe, synu, smrtelně!         | Ne váljak el tőled, Életben maradva, Mikor így kínoznak Fiam, halálra!                                               | Neodloučím se od tebe, zůstávajíc živá, když tě takhle mučí, můj synu, na smrt!                           |
| Sydou myth theʒ turuentelen / fyom merth hol byuntelen / fugwa / huʒtuʒwa wklel / ue / ketwe / ulud.           | Zsidóv, mit tész türvéntelen? Fiom mért hol bíüntelen? Fugvá, husztuzvá, üklelvé, këtvé ülüd!           | Zsidó, mit téssz törvénytelenül? Fiam miért hal bűntelenül? Megfogván, rángatván, öklözvén, kötözvén megölöd!    | Žide, co to děláš protiprávně? Proč můj syn umírá nevinně? Chycený, škubaný? ubitý, svázaný, zabiješ ho!       | Zsidó, mit tész törvénytelen! Fiam meghal, de bűntelen! Megfogva, rángatva, Öklözve, megkötve Ölöd meg!              | Žide, co to děláš protiprávně? Můj syn umírá, ale nevinně! Chycený, škubaný, ubitý, svázaný, zabiješ ho!  |
| Kegug / gethuk fyomnok / ne leg / kegulm mogomnok / owog halal kynaal / anyath eʒes fyaal / egembelu ullyetuk. | Kegyüggyetük fiomnok, ne légy kegyülm mogomnok! Ovogy hȧlál kináȧl ȧnyát ézës fiáȧl ëgyembelű üllyétük! | Kegyelmezzetek fiamnak, nem kell kegyelem magamnak! Avagy halál kínjával, anyát édes fiával vele együtt öljétek! | Omilostněte mi syna, netřeba milost mně! Anebo mukami smrti matku s jejím drahým synem s ním společně zabijte! | Kegyelmezzetek meg fiamnak, Ne legyen kegyelem magamnak, Avagy halál kínjával, Anyát édes fiával Együtt öljétek meg! | Omilostněte mi syna, netřeba milosti mně! Anebo mukami smrti matku s jejím drahým synem společně zabijte! |